# Cantó de La Ciutat
El cantó de La Ciutat és un cantó francès del departament de les Boques del Roine, situat al districte de Marsella. Té 2 municipis i el cap es La Ciutat.

## Municipis
- La Ciutat
- Ceiresta

## Història
| Data d'elecció                           | Identitat       | Partit | Qualitat |
| ---------------------------------------- | --------------- | ------ | -------- |
| 1967-1973                                | Jean Graille    | SFIO   |          |
| 1973-1979                                | Georges Romand  | PCF    |          |
| 1979-1985                                | M. Tillet       | PCF    |          |
| 1985-1992                                | Gilbert Rastoin | RPR    |          |
| 1992-1998                                | Francis Gairaud | RPR    |          |
| 1998-2004                                | Rosy Sanna      | PCF    |          |
| 2004-                                    | Patrick Boré    | UMP    |          |
| les dades anteriors no són pas conegudes |                 |        |          |
|                                          |                 |        |          |